# Гертфорд (округ, Північна Кароліна)
Шаблон:StateAbbr_ 36°22′ пн. ш. 76°59′ зх. д. / 36.36° пн. ш. 76.98° зх. д.
Округ  Гертфорд (англ. Hertford County) — округ (графство) у штаті  Північна Кароліна, США. Ідентифікатор округу 37091.

## Історія
Округ утворений 1759 року.

## Демографія
За даними перепису 
2000 року 
загальне населення округу становило 22601 осіб, зокрема міського населення було 7538, а сільського — 15063.
Серед мешканців округу чоловіків було 10384, а жінок — 12217. В окрузі було 8953 домогосподарства, 6237 родин, які мешкали в 9724 будинках.
Середній розмір родини становив 2,99.
Віковий розподіл населення поданий у таблиці:
| Стать    | До 15 років | 15-21 | 22-29 | 30-39 | 40-49 | 50-65 | 65-85 | Понад 85 |
| -------- | ----------- | ----- | ----- | ----- | ----- | ----- | ----- | -------- |
| Чоловіки | 2314        | 1121  | 860   | 1264  | 1707  | 1771  | 1253  | 94       |
| Жінки    | 2301        | 1099  | 987   | 1639  | 1929  | 2042  | 1906  | 314      |

## Суміжні округи
- Саутгемптон, Вірджинія — північ
- Ґейтс — схід
- Чован — південний схід
- Берті — південь
- Нортгемптон — захід

## Виноски
1. ↑  U.S. Decennial Census. United States Census Bureau. Архів оригіналу за 26 квітня 2015. Процитовано 17 січня 2015.
2. ↑  Historical Census Browser. University of Virginia Library. Архів оригіналу за 11 серпня 2012. Процитовано 17 січня 2015.
3. ↑  Forstall, Richard L., ред. (27 березня 1995). Population of Counties by Decennial Census: 1900 to 1990. United States Census Bureau. Архів оригіналу за 3 березня 2015. Процитовано 17 січня 2015.
4. ↑  Census 2000 PHC-T-4. Ranking Tables for Counties: 1990 and 2000 (PDF). United States Census Bureau. 2 квітня 2001. Архів оригіналу (PDF) за 18 грудня 2014. Процитовано 17 січня 2015.
5. ↑  State & County QuickFacts. United States Census Bureau. Архів оригіналу за 7 червня 2011. Процитовано 21 жовтня 2013.(англ.) Наведено за англійською вікіпедією.
6. ↑  American FactFinder. Бюро перепису населення США. Архів оригіналу за 21 травня 2008. Процитовано 31 січня 2008.

| США | Це незавершена стаття з географії США. Ви можете допомогти проєкту, виправивши або дописавши її. |